# Комаров, Григорий Афанасьевич
Григорий Афанасьевич Комаров — советский хозяйственный, государственный и политический деятель.

## Биография
Родился в 1901 году в Ялуторовском уезде Тобольской губернии. Член ВКП(б) с 1919 года.
С 1914 года — на хозяйственной, общественной и политической работе. В 1914—1945 гг. — крестьянин, чернорабочий, участник Гражданской войны, секретарь партбюро ВКП(б) 25-го кавполка, инструктор политотдела 5-й кавалерийской дивизии, студент МАИ, и. о., 1-й секретарь Хабаровского обкома ВКП(б), 2-й секретарь Хабаровского крайкома ВКП(б), член Военного совета Харьковского военного округа, член Военного Совета 56-й армии, член Военного Совета 47-й армии, начальник политотдела 48-го стрелкового корпуса.
Умер в Москве в 1948 году.